# Jan Sidorowicz
Jan Sidorowicz (ur. 20 grudnia 1925 w Lipsku, zm. ?)– polski działacz partyjny i państwowy, ekonomista, uczestnik II wojny światowej, podsekretarz stanu w resortach związanych z przemysłem chemiczym (1971–1987).

## Życiorys
Syn Antoniego i Anny. W 1939 znalazł się na terenach pod sowiecką okupacją, w 1941 ewakuowany w głąb ZSRR. Tam pracował w kołchozie Parnaja w rejonie szarypowskim, na stacji kolejowej Użur w charakterze robotnika niewykwalifikowanego, jako cieśla w Przedsiębiorstwie Budownictwa Kolejowego i w kopalni rudy manganu w Mozulskij koło Aczyńska. W sierpniu 1943 wstąpił do 1 Armii (ludowego) Wojska Polskiego, dochodząc do stanowiska zastępcy dowódcy plutonu ds. polityczno-wychowawczych. Przeszedł szlak bojowy od Buga, przez Kołobrzeg do Berlina.
Po demobilizacji trafił na Dolny Śląsk. W 1947 wstąpił do Polskiej Partii Robotniczej, następnie w szeregach Polskiej Zjednoczonej Partii Robotniczej; od 1948 I sekretarz Komitetu Gminnego PPR/PZPR w Starej Kamienicy i instruktor Komitetu Powiatowego PZPR w Jeleniej Górze. W 1950 ukończył Centralną Szkołę Partyjną PZPR w Łodzi (1950) oraz Szkołę Główną Planowania i Statystyki. Został pracownikiem naukowym w katedrze ekononomii politycznej CSP PZPR, a po jej przekształceniu w Wyższą Szkołę Nauk Społecznych przy KC PZPR do 1958 był w niej adiunktem. Pomiędzy 1958 a 1967 instruktor i starszy instruktor w Wydziale Ekonomicznym Komitetu Centralnego PZPR. W marcu 1967 został szefem Departamentu Ekonomicznego w Ministerstwie Przemysłu Chemicznego. Od stycznia 1971 do lipca 1981 podsekretarz stanu w tym resorcie, pozostał na stanowisku od kwietnia (faktycznie sierpnia) 1982 do stycznia 1987 po przekształceniu w Ministerstwo Przemysłu Chemicznego i Lekkiego.